# 黄天锡 (篮球运动员)
黄天锡（1921年4月26日—2004年7月29日），中国/新加坡篮球运动员，分别代表中华民国和新加坡参加1948年夏季奥林匹克运动会、1956年夏季奥林匹克运动会男子篮球比赛。